# Daniel Celentano

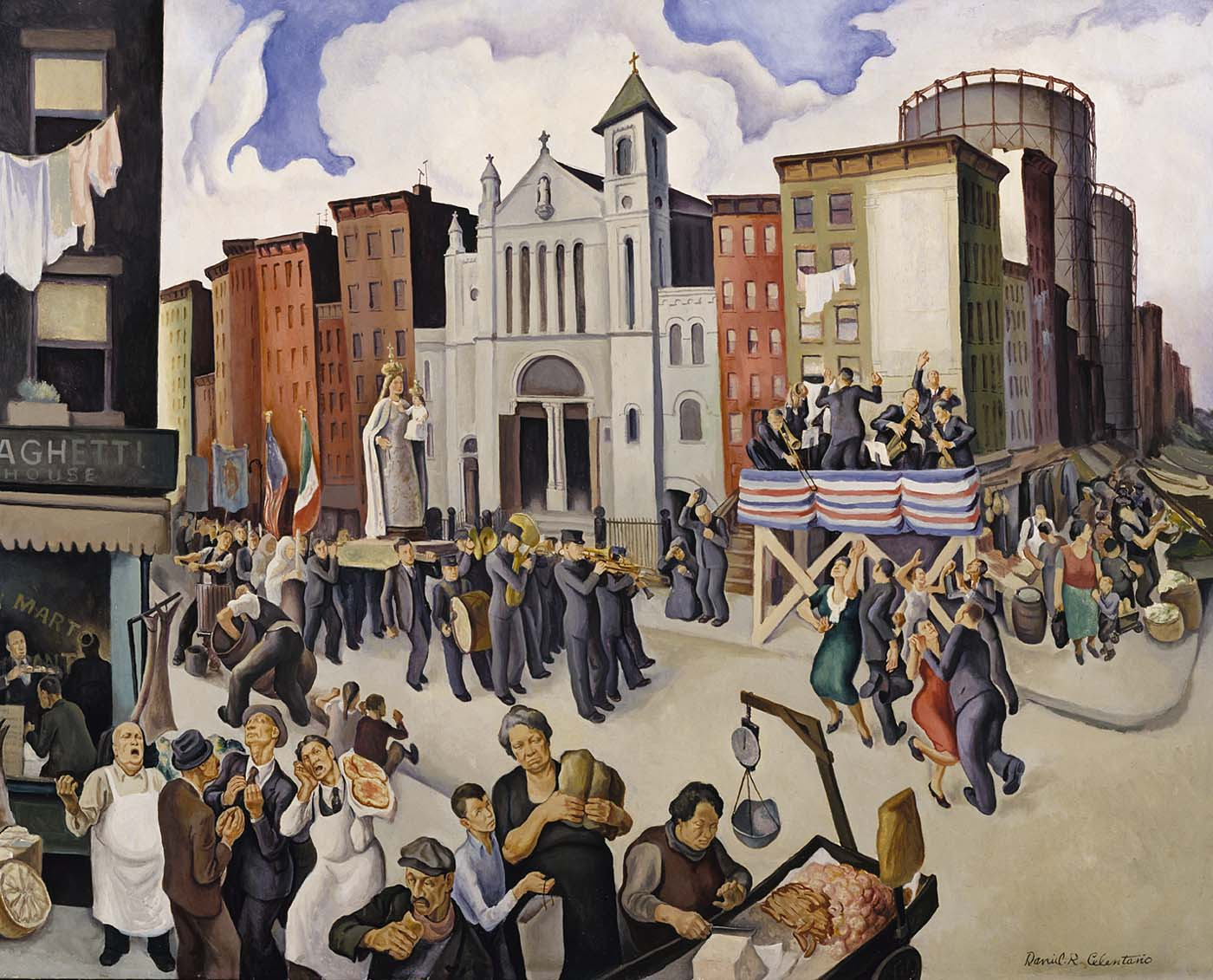
„Festival“, 1934

Daniel Ralph Celentano (* 21. Dezember 1902 in Manhattan; † 1980 in St. James Long Island) war ein US-amerikanischer Maler und Graphiker. 
Celentano war Sohn italienischer Auswanderer und wuchs in einer Großfamilie in Manhattan auf. Er war ein Schüler von Thomas Hart Benton und besuchte die Parsons School of Design sowie die National Academy of Design in New York. Zu seinen Lehrern gehörten Charles Hawthorne, Howard Giles und Ivan Olinsky.
Celentano schuf unter anderem Wanddekorationen. Seine Werke werden dem Stil des Amerikanischen Realismus zugeschrieben. Seine künstlerischen Themen waren Alltagsszenen in den Jahren der Großen Depression in New York und ganz speziell die von East Harlem, wo die italienische Gemeinde wohnte, zu der er gehörte. 
1939 hatte Celentano eine Einzelausstellung im Walker Art Center in Minneapolis. Außerdem stellte er seine Werke unter anderem im Rahmen von Gruppenausstellungen in der Pennsylvania Academy of the Fine Arts (1936 bis 1942) und im Art Institute of Chicago (1937 bis 1942) aus.

## Werke (Auswahl)
- Discussion, ca. 1930, Bleistift und Tinte auf Papier, High Museum of Art[2]
- Festival, 1934, Öl auf Leinwand auf Hartfaserplatte, 122,3 × 152,8 cm, Smithsonian American Art Museum[3]
- The First Born, 1937, Öl auf Leinwand, 66,4 × 61,1 cm, Whitney Museum of American Art[4]
- Town Store and Post Office (Vialia, Georgia), ca. 1938, Öl auf Karton, 23,5 × 33,0 cm, Smithsonian American Art Museum[3]
- Wandbild Grumman Aircraft Corporation in Bethpage